# Xylinophylla flavifrons
Xylinophylla flavifrons är en fjärilsart som beskrevs av W. Warren 1902. Xylinophylla flavifrons ingår i släktet Xylinophylla och familjen mätare. Inga underarter finns listade i Catalogue of Life.